# Tupytschiw
Tupytschiw (ukrainisch Тупичів; russisch Тупичев Tupitschew) ist ein Dorf im Nordwesten der ukrainischen Oblast Tschernihiw mit etwa 1380 Einwohnern.
Das Dorf wurde 1526 zum ersten Mal schriftlich erwähnt und liegt östlich der ukrainischen Regionalstraße R-83, 32 Kilometer nördlich der Rajons- und Oblasthauptstadt Tschernihiw, das ehemalige Rajonszentrum Horodnja befindet sich 18 Kilometer nordöstlich.

## Verwaltungsgliederung
Am 7. August 2017 wurde das Dorf zum Zentrum der neugegründeten Landgemeinde Tupytschiw (Тупичівська сільська громада/Typytschiwska silska hromada). Zu dieser zählten auch die 3 Dörfer Besykiw, Buriwka und Welykyj Lystwen sowie die Ansiedlung Topoliwka, bis dahin bildete es zusammen mit der Ansiedlung Topoliwka die gleichnamige Landratsgemeinde Tupytschiw (Тупичівська сільська рада/Typytschiwska silska rada) im Süden des Rajons Horodnja.
Am 12. Juni 2020 kamen noch die 6 in der untenstehenden Tabelle aufgelisteten Dörfer zum Gemeindegebiet.
Am 17. Juli 2020 kam es im Zuge einer großen Rajonsreform zum Anschluss des Rajonsgebietes an den Rajon Tschernihiw.
Folgende Orte sind neben dem Hauptort Tupytschiw Teil der Gemeinde:
| Name                     | Name            | Name                             |
| ukrainisch transkribiert | ukrainisch      | russisch                         |
| ------------------------ | --------------- | -------------------------------- |
| Besykiw                  | Безиків         | Безиков (Besikow)                |
| Buriwka                  | Бурівка         | Буровка (Burowka)                |
| Dowhe                    | Довге           | Долгое (Dolgoje)                 |
| Iwaschkiwka              | Івашківка       | Ивашковка (Iwaschkowka)          |
| Kulykiwka                | Куликівка       | Куликовка (Kulikowka)            |
| Persche Trawnja          | Перше Травня    | Перше Травня                     |
| Roswyniwka               | Розвинівка      | Развиновка (Raswinowka)          |
| Topoliwka                | Тополівка       | Тополевка (Topolewka)            |
| Welykyj Lystwen          | Великий Листвен | Великий Листвен (Weliki Listwen) |
| Wychwostiw               | Вихвостів       | Выхвостов (Wychwostow)           |